# Tragocephala pretiosa
Tragocephala pretiosa es una especie de escarabajo longicornio del género Tragocephala, subfamilia Lamiinae. Fue descrita científicamente por Hintz en 1909.
Se distribuye por Kenia, Malaui, Tanzania y Zambia. Posee una longitud corporal de 15-26 milímetros. El período de vuelo de esta especie ocurre en los meses de noviembre y diciembre.
Parte de su alimentación se compone de plantas de las familias Bixaceae y Lauraceae y la subfamilia Mimosoideae.